# Boris Spasski
Boris Wasiljewicz Spasski, ros. Борис Васильевич Спасский, fr. Boris Spassky (ur. 30 stycznia 1937 w Leningradzie, zm. 27 lutego 2025 w Moskwie) – rosyjski szachista, reprezentant Francji w latach 1982–2013, dziesiąty mistrz świata w szachach.

## Życiorys

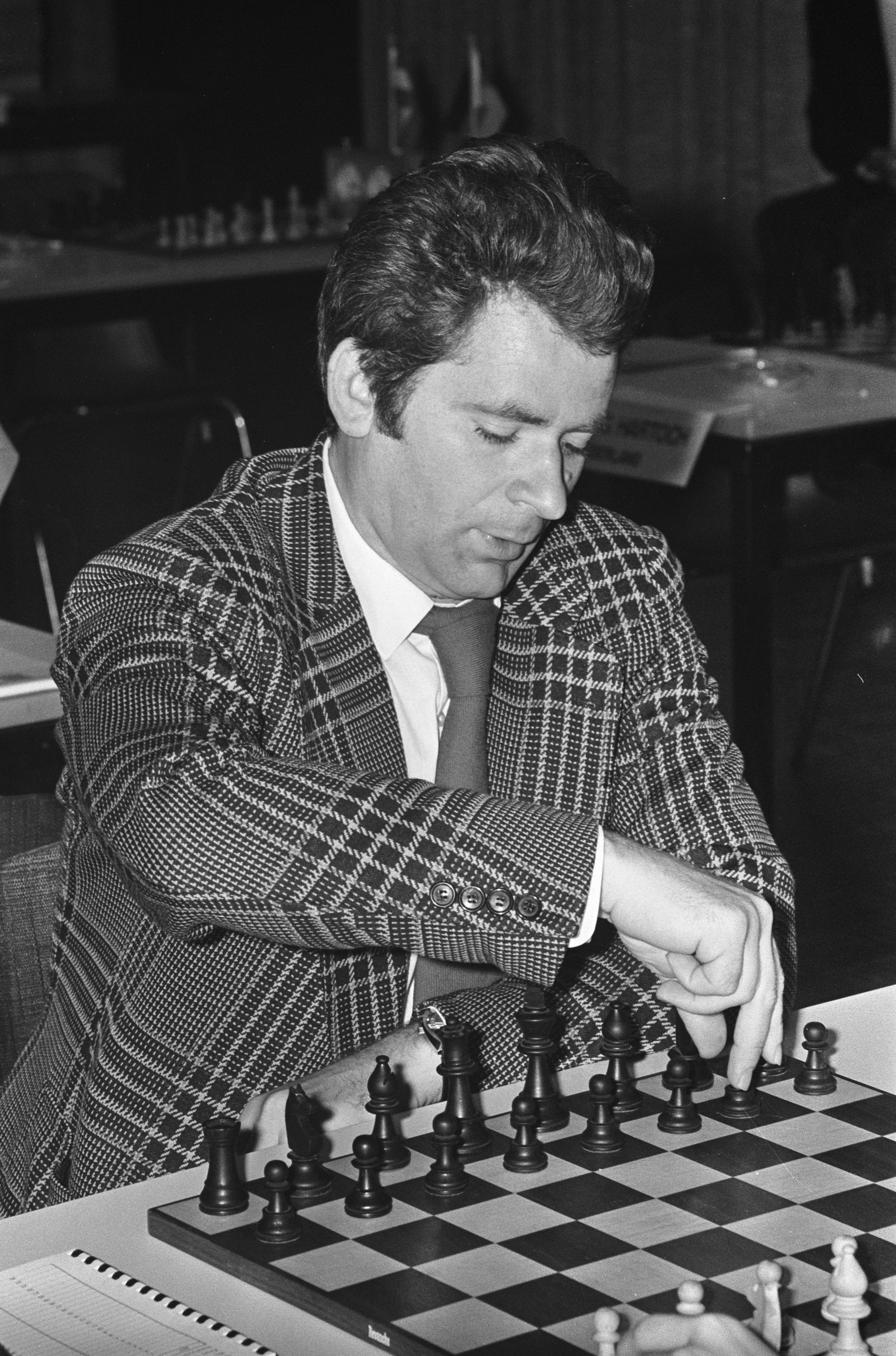
Boris Spasski, Amsterdam 1973

Spasski w wieku 10 lat pokonał sławnego Michaiła Botwinnika podczas symultany. Pierwszy znaczący sukces na arenie międzynarodowej osiągnął w wieku 18 lat wygrywając mistrzostwa świata juniorów w Antwerpii. Za ten wynik otrzymał tytuł arcymistrza. Spasskiego uważano za wszechstronnego szachistę o „uniwersalnym stylu”. W przeciwieństwie np. do Michaiła Tala, któremu błyskotliwe poświęcenia i niewiarygodne komplikacje w grze środkowej przyniosły miano „Czarodzieja z Rygi” lub Tigrana Petrosjana zwanego „Żelaznym Tigranem”, i który wyróżniał się niezwykłą głębią gry pozycyjnej (i końcowej), styl gry Spasskiego trudno było jednoznacznie określić. Potrafił on wybrać sposób gry, który najmniej odpowiadał przeciwnikowi. Ta jego elastyczność dawała mu przewagę nad innymi arcymistrzami. W finałowym meczu pretendentów w 1965 roku w Tbilisi przeciwko Talowi potrafił skierować grę na spokojne tory, by uniknąć taktycznych komplikacji i nie pozwolić legendarnemu taktykowi na rozwinięcie jego umiejętności. Przede wszystkim męczył Tala przez przedłużanie gry w jasno remisowych sytuacjach, korzystając ze słabego zdrowia Tala. Po pokonaniu Tala przed Spasskim otworzyła się pierwsza możliwość zdobycia tytułu mistrza świata, jednak w rozegranym rok później meczu z Petrosjanem doznał porażki.
Lata 1966–1969 to okres umacniania się Spasskiego w światowej elicie szachistów. W tym czasie wygrywał bez porażki prestiżowe turnieje, m.in. w Santa Monica (podczas którego pokonał w bezpośrednim pojedynku Bobby’ego Fischera), w Beverwijk i Soczi. W meczach pretendentów w 1968 roku pokonał kolejno Jefima Gellera, Benta Larsena i Wiktora Korcznoja, przegrywając dwie partie i wygrywając jedenaście. Rok później w emocjonującym meczu, w którym przeciwnicy na przemian osiągali przewagę, Spasski odebrał Petrosjanowi tytuł mistrza świata.
Zdobycie tytułu mistrza świata nie przyniosło Spasskiemu szczęścia. Sam określał lata panowania na szachowym tronie jako najnieszczęśliwszy okres w jego życiu. Szachy w Związku Radzieckim były sportem narodowym, tytuł mistrza świata – niemalże kwestią racji stanu. Niechęć Spasskiego do polityki, presja „czynników oficjalnych” i otoczenia oraz samotność mistrza sprawiały, że czuł on coraz większą niechęć do szachów. Tymczasem stawało się jasne, że w obronie tytułu będzie musiał zmierzyć się z odnoszącym niewiarygodne sukcesy Bobbym Fischerem, którego Tal nazwał „największym geniuszem, jakiego mogło zesłać szachowe niebo”. W 1972 roku w Reykjavíku zorganizowano mecz. Przez radzieckie władze był on postrzegany jako starcie postępowego świata socjalizmu ze zgniłym amerykańskim imperializmem. Meczowi towarzyszyły trudności z ustaleniem terminu i miejsca, długa lista warunków, przedstawiona przez Fischera. Na drugą partię Fischer nie przyszedł – poddał ją walkowerem i władze radzieckie naciskały na Spasskiego, aby przerwał mecz i wrócił do Moskwy, tym samym wygrałby walkowerem cały mecz. Spasski jednak zdecydował się kontynuować mecz, który zakończył się jego porażką. Do kraju wrócił w niesławie.
W ZSRR pojawiły się całkiem poważnie głoszone teorie o spisku amerykańskich służb specjalnych. Powołano specjalną komisję śledczą do zbadania okoliczności niezrozumiałej klęski. Naród potrzebował jakiegoś racjonalnego wytłumaczenia faktu, że mistrzem świata może zostać człowiek nie-radziecki. Spasski miał do meczu spory dystans, kiedyś powiedział: „Fischer walczył przeciwko organizacjom – producentom telewizyjnym, organizatorom meczu. Nigdy nie był agresywny wobec mnie. Przegrałem ten mecz, zanim się rozpoczął. Po prostu, Fischer jest już ode mnie lepszy”.
Po przegranym meczu Spasski kontynuował grę, wygrywając m.in. silnie obsadzony finał mistrzostw Związku Radzieckiego w 1973 roku. Rok później przegrał mecz pretendentów ze wschodzącą gwiazdą radzieckich szachów, przyszłym mistrzem świata Anatolijem Karpowem. W 1977 roku, zniechęcony represjami, jakie go spotkały za przegranie meczu z Amerykaninem, przeprowadził się do Francji. Nie zerwał związków z ojczyzną, mieszkając we Francji bronił jeszcze przez kilka lat barw ZSRR na olimpiadach szachowych, pod flagą francuską oficjalnie występując od 1982 roku.
Dwadzieścia lat po meczu stulecia, w 1992 roku Fischer i Spasski rozegrali w Czarnogórze i Belgradzie nieoficjalny mecz rewanżowy. Do pojedynku tego zachęcił ich jugosłowiański biznesmen, który ufundował pulę nagród w wysokości pięciu milionów dolarów. Mecz zakończył się zwycięstwem Fischera, dla którego był to ostatni występ na światowej scenie szachowej.
We wrześniu 2010 roku, podczas pobytu w Moskwie, miał wylew. Kilka tygodni po tym wydarzeniu został przetransportowany do jednej z klinik we Francji i tam dalej leczony. Jednakże z powodu złego, według niego, traktowania i podawania zbyt mocnych środków uspokajających po powrocie do domu w Meudon niedaleko Paryża, uciekł w sierpniu 2012 r. ze swoją agentką do Moskwy. Już w Moskwie oznajmił, że w Paryżu był przetrzymywany pod „aresztem rodzinnym” i że rodzina dążyła do jego ubezwłasnowolnienia, a także wszczął procedurę rozwodową.

## Mecze Spasskiego o mistrzostwo świata
| Rok                                                                | Przeciwnik       | Wynik                |
| ------------------------------------------------------------------ | ---------------- | -------------------- |
| 1966                                                               | Tigran Petrosjan | przegrana (+3-4=17)  |
| 1969                                                               | Tigran Petrosjan | wygrana (+6-4=13)    |
| 1972                                                               | Bobby Fischer    | przegrana (+3-7=11)  |
| nieoficjalny rewanż za mecz stulecia:                              |                  |                      |
| 1992                                                               | Bobby Fischer    | przegrana (+5-10=15) |
| W nawiasach: liczba wygranych, przegranych i zremisowanych partii. |                  |                      |

## Mecze pretendentów z udziałem Spasskiego
1965
- Spasski – Paul Keres 6 – 4
- Spasski – Jefim Geller 5½ – 2½
- Spasski – Michaił Tal 7 – 4

1968
- Spasski – Jefim Geller 5½ – 2½
- Spasski – Bent Larsen 5½ – 2½
- Spasski – Wiktor Korcznoj 6½ – 3½

1974
- Spasski – Robert Byrne 4½ – 1½
- Spasski – Anatolij Karpow 4 – 7

1977
- Spasski – Vlastimil Hort 8½ – 7½
- Spasski – Lajos Portisch 8½ – 6½
- Spasski – Wiktor Korcznoj 7½ – 10½

1980
- Spasski – Lajos Portisch 7 – 7

Uwaga: Spasski odpadł z rozgrywek mniejszą liczbą zwycięstw czarnymi

## Publikacje poświęcone Spasskiemu
- Boris Spassky – Spassky w serii Weltgeschichte des Schachs (Verlag Dr. E. Wildhagen, 1972);
- Bernard Cafferty – Spassky’s 100 Best Games (Batsford, 1972).

## Film
W 2014 miała miejsce premiera filmu Pionek w reżyserii Edwarda Zwicka. Rolę Spasskiego grał Liev Schreiber, a w jego rywala, Bobby’ego Fischera, wcielił się Tobey Maguire.